# كريل سيبوغي
كريل سيبوغي (الاسم العلمي: Euphausia sibogae) هو نوع من المفصليات يتبع جنس الكريل من الفصيلة الكريلية.